# Binaka Airport
Binaka Airport är en flygplats i Indonesien. Den ligger i den västra delen av landet, 1 300 km nordväst om huvudstaden Jakarta. Binaka Airport ligger 6 meter över havet. Den ligger på ön Pulau Nias.
Terrängen runt Binaka Airport är kuperad åt sydväst, men österut är den platt. Havet är nära Binaka Airport åt nordost.